# 소프트런
소프트런은 패치관리솔루션인 인사이터를 제작, 판매하는 기업이다. 대한민국에 '패치관리'라는 단어가 생소하던 2003년 패치관리시스템 시장 개척을 위한 R&D와 사업분석을 마치고 대한민국 내 최초의 패치관리시스템인 Inciter2.5를 출시하였다. 현재는 Inciter 2006을 출시중이며, 개인용 패치관리 제품인 원클릭시큐어(OCS), 대한민국 내 최초의 안티피싱 솔루션인 NoPhishing을 출시하고 있다.